# Matti Louekoski
Matti Kalevi Louekoski (né le 14 avril 1941 à Oulu) est  et un avocat et un homme politique finlandais,. 

## Biographie
Matti Louekoski est membre du Parti social-démocrate de Finlande (SDP) et membre de longue date du conseil d'administration de la Banque de Finlande.
Matti Louekoski est député (SDP) de 1976 à 1979 et de 1983 à 1996. 
Il est ministre des finances du Holkeri (1.3.1990–25.4.1991), ministre de la justice du gouvernement Sorsa I (4.9.1972–13.6.1975) et du Holkeri (30.4.1987–28.2.1990), ministre de l'Éducation du gouvernement Aura II (29.10.1971–23.2.1972).
Il est aussi ministre auprès du cabinet du premier ministre du gouvernement Paasio II (23.2.1972 - 4.9.1972) et du gouvernement Sorsa I (04.09.1972–12.06.1975) et ministre de la coopération nordique du Holkeri (08.05.1987–07.12.1989),.